# Roccella
Roccella (česky někdy skalačka) je rod tropických lišejníků s keříčkovitou stélkou. Jedná se o důležitý zdroj barviv orchilu a lakmusu.